# Ptychohyla sanctaecrucis
Espèce
Statut de conservation UICN

 CR B1ab(iii,v) : 
En danger critique
Ptychohyla sanctaecrucis est une espèce d'amphibiens de la famille des Hylidae.

## Répartition
Cette espèce est endémique du Guatemala. Elle se rencontre entre 366 et 1 150 m d'altitude dans la sierra de Santa Cruz dans le département d'Izabal,.

## Étymologie
Son nom d'espèce lui a été donné en référence à son lieu de découverte, la sierra de Santa Cruz.

## Publication originale
- Campbell & Smith, 1992 : A New Frog of the Genus Ptychohyla (Hylidae) from the Sierra de Santa Cruz, Guatemala, and Description of a New Genus of Middle American Stream-Breeding Treefrogs. Herpetologica, vol. 48, no 2, p. 153-167.